# ATP Zagreb

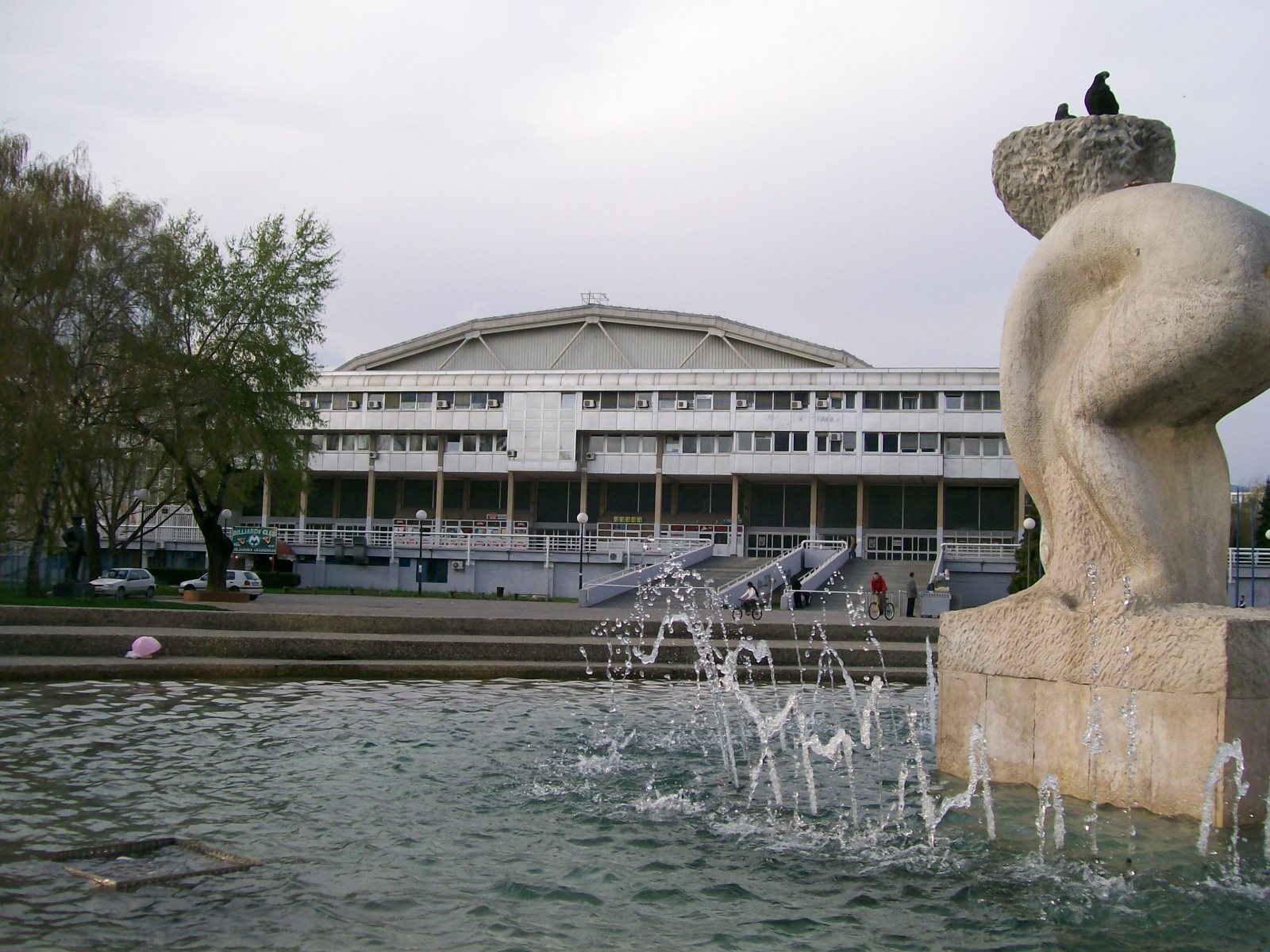
Der Dom Sportova, die Veranstaltungshalle des Turniers

Das ATP-Turnier von Zagreb (offiziell PBZ Zagreb Indoors) war ein Herren-Tennisturnier, das von 1996 bis 2015, mit einer Unterbrechung von 1998 bis 2005, in der kroatischen Hauptstadt Zagreb veranstaltet wurde. Das auf Hartplatz in der Halle gespielte Turnier wurde jährlich im Februar ausgetragen und gehörte zur ATP Tour 250, der niedrigsten Kategorie innerhalb der ATP Tour.

## Geschichte
Die erste Austragung dieses Turniers fand 1996 statt und wanderte 1998 für ein Jahr nach Split. In diesem Zeitraum hieß es Croatian Indoors. Nach sieben Jahren Pause wurde es erst 2006 wieder in den Turnierkalender aufgenommen. Bis 2007 wurde in der Halle auf Teppichbelägen gespielt, ab 2008 wechselte man auf Hartplatz.
Austragungsort war in Zagreb stets der Dom Sportova, der 6.400 Zuschauern Platz bietet.
Zur Saison 2016 wurde das Turnier zugunsten des Turniers von Sofia eingestellt.

## Siegerliste
Der Lokalmatador Marin Čilić konnte das Turnier viermal und damit am häufigsten gewinnen. Einziger weiterer mehrfacher Sieger ist Goran Ivanišević, der alle drei Austragungen der 1990er Jahre gewann und zusätzlich einmal im Doppel siegreich war. Im Doppel gewann einzig Horia Tecău zwei Titel.

### Einzel
| Austragungsort              | Jahr | Sieger                 | Finalgegner    | Finalergebnis   |
| --------------------------- | ---- | ---------------------- | -------------- | --------------- |
| Zagreb                      | 2015 | Guillermo García López | Andreas Seppi  | 7:64, 6:3       |
| Zagreb                      | 2014 | Marin Čilić (4)        | Tommy Haas     | 6:3, 6:4        |
| Zagreb                      | 2013 | Marin Čilić (3)        | Jürgen Melzer  | 6:3, 6:1        |
| Zagreb                      | 2012 | Michail Juschny        | Lukáš Lacko    | 6:2, 6:3        |
| Zagreb                      | 2011 | Ivan Dodig             | Michael Berrer | 6:3, 6:4        |
| Zagreb                      | 2010 | Marin Čilić (2)        | Michael Berrer | 6:4, 6:75, 6:3  |
| Zagreb                      | 2009 | Marin Čilić (1)        | Mario Ančić    | 6:3, 6:4        |
| Zagreb                      | 2008 | Serhij Stachowskyj     | Ivan Ljubičić  | 7:5, 6:4        |
| Zagreb                      | 2007 | Marcos Baghdatis       | Ivan Ljubičić  | 7:64, 4:6, 6:4  |
| Zagreb                      | 2006 | Ivan Ljubičić          | Stefan Koubek  | 6:3, 6:4        |
| 1999–2005: keine Austragung |      |                        |                |                 |
| Split                       | 1998 | Goran Ivanišević (3)   | Greg Rusedski  | 7:63, 7:65      |
| Zagreb                      | 1997 | Goran Ivanišević (2)   | Greg Rusedski  | 7:64, 4:6, 7:66 |
| Zagreb                      | 1996 | Goran Ivanišević (1)   | Cédric Pioline | 3:6, 6:3, 6:2   |

### Doppel
| Austragungsort              | Jahr | Sieger                            | Finalgegner                        | Finalergebnis     |
| --------------------------- | ---- | --------------------------------- | ---------------------------------- | ----------------- |
| Zagreb                      | 2015 | Marin Draganja Henri Kontinen     | Fabrice Martin Purav Raja          | 6:4, 6:4          |
| Zagreb                      | 2014 | Horia Tecău (2) Jean-Julien Rojer | Philipp Marx Michal Mertiňák       | 3:6, 6:4, [10:2]  |
| Zagreb                      | 2013 | Julian Knowle Filip Polášek       | Ivan Dodig Mate Pavić              | 6:3, 6:3          |
| Zagreb                      | 2012 | Marcos Baghdatis Michail Juschny  | Ivan Dodig Mate Pavić              | 6:2, 6:2          |
| Zagreb                      | 2011 | Dick Norman Horia Tecău (1)       | Marcel Granollers Marc López       | 6:3, 6:4          |
| Zagreb                      | 2010 | Jürgen Melzer Philipp Petzschner  | Arnaud Clément Olivier Rochus      | 3:6, 6:3, [10:8]  |
| Zagreb                      | 2009 | Martin Damm Robert Lindstedt      | Christopher Kas Rogier Wassen      | 6:4, 6:3          |
| Zagreb                      | 2008 | Paul Hanley Jordan Kerr           | Christopher Kas Rogier Wassen      | 6:3, 3:6, [10:8]  |
| Zagreb                      | 2007 | Michael Kohlmann Alexander Waske  | František Čermák Jaroslav Levinský | 7:65, 4:6, [10:5] |
| Zagreb                      | 2006 | Jaroslav Levinský Michal Mertiňák | Davide Sanguinetti Andreas Seppi   | 7:67, 6:1         |
| 1999–2005: keine Austragung |      |                                   |                                    |                   |
| Split                       | 1998 | Martin Damm Jiří Novák            | Fredrik Bergh Patrik Fredriksson   | 7:6, 6:2          |
| Zagreb                      | 1997 | Saša Hiršzon Goran Ivanišević     | Mark Keil Brent Haygarth           | 6:4, 6:3          |
| Zagreb                      | 1996 | Libor Pimek Menno Oosting         | Martin Damm Hendrik Jan Davids     | 6:3, 7:6          |